# 柏大蚜
柏大蚜（学名：Cinara tujafilina）为大蚜科松柏大蚜屬下的一个种。